# Tiefentalbach (Prim)
Der Tiefentalbach ist ein etwa 2,8 km langer, östlicher und rechter Zufluss der Prim in Baden-Württemberg.

## Geographie

### Verlauf
Der  Tiefentalbach entspringt in mehreren Quellen im Bereich des Neubaugebiets Sulzen im Nordwesten der Ortschaft Denkingen sowie nordwestlich des Ortes im Gewann Eichenwasen. Auch die sogenannte Mädlesquelle am Mannenberg speist den Bach. Der südliche Quellast, der aus dem Gewann Sulzen entspringt, wird auch Aisenbächle genannt.  Die Quelläste fließen westlich von Denkingen zusammen und der vereinigte Tiefentalbach fließt von dort in westliche Richtung durch das Tiefental zwischen Mannenberg und Himmelberg. Der Bach bildet zusammen mit seinem nördlichsten Quellast die Gemeindegrenze zwischen Denkingen und Frittlingen. Etwa 500 m östlich des Gehöfts Michelhölzle wird der Bach zu einem Weiher aufgestaut. Kurz vor seiner Mündung in die Prim unterquert er die Bahnstrecke Plochingen–Immendingen und die Bundesstraße 14. Er mündet im zu Aldingen gehörenden Weiler Neuhaus direkt unterhalb der Bundesstraße von rechts und Osten auf einer Höhe von 598 m ü. NHN in die Prim.
Der etwa 2,8 km lange Lauf des Tiefentalbachs endet ungefähr 82 Höhenmeter unterhalb seiner Quelle, er hat somit ein mittleres Sohlgefälle von etwa 29 ‰.

### Einzugsgebiet
Das Einzugsgebiet ist rund 3,6 km² groß. Sein höchster Punkt liegt in Gosheim im Bereich der Gehrenstraße auf einer Höhe von 881,8 m ü. NHN. Das Einzugsgebiet gehört naturräumlich gesehen zum Südwestlichen Albvorland. Es umfasst von der Hamitenton-Formation des Mittleren Jura bis hinab zur Löwensteinformation im Sandsteinkeuper zahlreiche Schichtstufen des Südwestdeutschen Schichtstufenlands.

### LUBW
Amtliche Online-Gewässerkarte mit passendem Ausschnitt und den hier benutzten Layern: Lauf und Einzugsgebiet des Tiefentalbachs

Allgemeiner Einstieg ohne Voreinstellungen und Layer: Daten- und Kartendienst der Landesanstalt für Umwelt Baden-Württemberg (LUBW) (Hinweise)
1. 1 2 3  Höhe ermittelt über WPS-Prozess (Geländehöhe).
2. ↑  Länge nach dem Layer Gewässernetz (AWGN).
3. ↑  Einzugsgebiet nach dem Layer Basiseinzugsgebiet (AWGN).

### Andere Belege
1. ↑  Friedrich Huttenlocher: Geographische Landesaufnahme: Die naturräumlichen Einheiten auf Blatt 178 Sigmaringen. Bundesanstalt für Landeskunde, Bad Godesberg 1959. → Online-Karte (PDF; 4,3 MB)
2. ↑  Geologie nach den Layern zu Geologische Karte 1:50.000 auf: Mapserver des Landesamtes für Geologie, Rohstoffe und Bergbau (LGRB) (Hinweise)